# Challenger-Gletscher
Der Challenger-Gletscher ist ein 1,3 km breiter Gletscher auf der Insel Heard. Er fließt 1,5 km östlich des Baudissin-Gletschers in den östlichen Abschnitt der Corinthian Bay.
Entdeckt wurde er offenbar bei der vom deutschen Polarforscher Erich von Drygalski geleiteten Gauß-Expedition (1901–1903) als ein einziger großer Gletscher, der sich in die Corinthian Bay ergießt. Drygalski benannte ihn als Baudissin-Gletscher. Teilnehmer der Australian National Antarctic Research Expeditions entdeckten 1948, dass mehrere Gletscher in die Bucht einmünden. Das Antarctic Names Committee of Australia (ANCA) empfahl 1954, Drygalskis Benennung für den westlichsten und größten dieser Gletscher anzuwenden und benannte den östlichsten in Erinnerung an die Arbeiten der britischen Challenger-Expedition (1872–1876).